# Кристалл (футбольный клуб, Смоленск)
«Криста́лл» — бывший российский футбольный клуб из Смоленска. Цвета клуба — красно-синие.

## Названия клуба
- 1992—1993, 1998—2004 — «Кристалл»
- 1994—1998 — ЦСК ВВС-«Кристалл»

## История
Футбольный клуб «Кристалл» был основан в 1992 году в Смоленске в результате объединения команд «Диффузион» (чемпион и обладатель кубка Смоленской области 1991 года) и «Кристалл» (последняя также участвовала в соревнованиях по мини-футболу), существовавших при одноимённых предприятиях.
Сезон 1992 года команда СКД (расшифровка: «Смоленск — Кристалл, Диффузион», главный тренер — Архипов Л. И.) провела в Первенстве России среди КФК, представляя завод «Диффузион» и производственное объединение «Кристалл». В своей группе зонального этапа команда заняла 1-е место (из 15), по итогам финального турнира (5-е место из 8) получила право выйти во вторую лигу первенства России.
После сезона 1992 года команда получила название «Кристалл» и стала выступать на уровне ПФЛ, генеральным спонсором клуба стало ПО «Кристалл».
В январе 1995 года объединился со смоленским клубом «Искра», образовав команду ЦСК ВВС-«Кристалл». С сезона 1999 года вновь стал называться «Кристалл».
Учредителями ФК «Кристалл» являлись: администрация Смоленской области, администрация города Смоленска, производственное объединение по обработке алмазов «Кристалл» и ассоциация «Смоленские бриллианты».
Перед клубом ставилась задача выхода в высшую лигу российского чемпионата по футболу, однако этому не суждено было сбыться в первую очередь в связи с трагической гибелью генерального директора производственного объединения «Кристалл» Александра Шкадова в 1998 году.
В начале 2000 года «Кристалл» возглавил туркменский специалист Курбан Бердыев. Бердыев привёл в клуб двух туркменских тренеров — Виталия Кафанова и Якуба Уразсахатова и пятерых туркменских футболистов — Бегенча Кулиева, Юрия Магдиева, Владимира Байрамова, Павла Харчика и Азата Кульджагазова. Команда финишировала на высоком, пятом, месте в турнире Первого дивизиона ПФЛ. По ходу сезона-2001 Бердыев отбыл в казанский «Рубин».
Относительные успехи команды также были связаны с Иваном Аверченковым, являвшимся главой администрации Смоленска, и главой администрации Смоленской области Александром Прохоровым. Пришедшим на смену последнему Виктором Масловым было принято решение перед началом сезона 2003 года существенно урезать финансирование клуба. В первом круге команда показывала неплохие результаты, имея в своём составе ряд перспективных игроков, но затем из-за серьёзной нехватки средств клуб покинуло 16 футболистов и главный тренер Дмитрий Галямин, также произошла значительная смена в административном и руководящем составах.
27 января 2004 года на собрании учредителей ФК «Кристалл» Смоленск было решено ликвидировать клуб в связи с финансовыми проблемами.
Преемником «Кристалла» стал созданный в марте 2004 года футбольный клуб «Смоленск», через некоторое время переименованный в «Днепр».

## Итоги выступлений в первенстве России
| Сезон | Дивизион                  | Место    | И  | В  | Н  | П  | Мячи  | О* | Бомбардир      |
| ----- | ------------------------- | -------- | -- | -- | -- | -- | ----- | -- | -------------- |
| 1993  | Вторая лига, зона 3       | 5 из 18  | 34 | 16 | 10 | 8  | 54-31 | 42 | Гудков — 13    |
| 1994  | Третья лига ПФЛ, зона 4   | 1 из 13  | 24 | 19 | 2  | 3  | 57-17 | 40 | Соляник — 24   |
| 1995  | Вторая лига, зона «Запад» | 6 из 22  | 42 | 23 | 8  | 11 | 58-35 | 77 | Соляник — 23   |
| 1996  | Вторая лига, зона «Центр» | 2 из 22  | 42 | 30 | 6  | 6  | 96-36 | 96 | Соляник — 30   |
| 1997  | Первый дивизион           | 7 из 22  | 42 | 19 | 11 | 12 | 70-45 | 68 | Соляник — 23   |
| 1998  | Первый дивизион           | 4 из 22  | 42 | 23 | 3  | 16 | 59-47 | 72 | Шушляков — 17  |
| 1999  | Первый дивизион           | 11 из 22 | 42 | 17 | 7  | 18 | 44-49 | 58 | Шушляков — 8   |
| 2000  | Первый дивизион           | 5 из 20  | 38 | 19 | 4  | 15 | 63-49 | 61 | Соляник — 15   |
| 2001  | Первый дивизион           | 10 из 18 | 34 | 13 | 5  | 16 | 37-45 | 44 | Гаделия — 12   |
| 2002  | Первый дивизион           | 10 из 18 | 34 | 12 | 8  | 14 | 39-43 | 44 | Соляник— 8     |
| 2003  | Первый дивизион           | 20 из 22 | 42 | 10 | 5  | 27 | 40-72 | 35 | Антипенко — 12 |

* С 1995 года за победу начисляется 3 очка (ранее — 2).
За 7 сезонов в первом дивизионе клуб провёл 274 игры — 113 побед, 43 ничьих. Разница мячей: 352—350.

## Выступления в кубке России
| Сезон   | Стадия | Соперник                      | Счёт (д/г)             |
| ------- | ------ | ----------------------------- | ---------------------- |
| 1994/95 | 1/256  | «Искра» Смоленск              | 1:0 (г)                |
|         | 1/128  | «Динамо» Брянск               | 2:0 (д)                |
|         | 1/64   | «Арсенал» Тула                | 0:1 д.в. (д)           |
| 1995/96 | 1/128  | «Машиностроитель» Псков       | 1:2 (г)                |
| 1996/97 | 1/256  | «Машиностроитель» Псков       | 0:1 (г)                |
| 1997/98 | 1/128  | «Машиностроитель» Псков       | 3:0 (г)                |
|         | 1/64   | «Динамо» (Брянск)             | 5:3 (д)                |
|         | 1/32   | «Локомотив» (Санкт-Петербург) | 2:1 (г)                |
|         | 1/16   | «Балтика»                     | 2:2 д.в., пен. 4:5 (д) |
| 1998/99 | 1/128  | «Титан» Реутов                | 3:1 (г)                |
|         | 1/64   | «Спартак-Орехово»             | 0:1, д.в. (г)          |
| 1999/00 | 1/32   | «Балтика»                     | 0:4 (г)                |
| 2000/01 | 1/32   | «Торпедо-ЗИЛ»                 | 1:3 (г)                |
| 2001/02 | 1/32   | «Динамо» Вологда              | 2:1 (г)                |
|         | 1/16   | «Динамо» Москва               | 2:3 (д)                |
| 2002/03 | 1/32   | «Псков-2000»                  | 2:1 (г)                |
|         | 1/16   | «Ростсельмаш»                 | 2:3 (д)                |
| 2003/04 | 1/32   | «Арсенал» Тула                | 0:1 (г)                |

## Достижения
- Высшее достижение в чемпионате России — 4-е место в 1-м дивизионе (1998)
- Высшее достижение в Кубках России — 1/16 финала (1997/98, 2001/02, 2002/03)

- Больше всего игр[уточнить]: Сергей Гунько — 338
- Лучший бомбардир: Валерий Соляник — 162

Рекорды (первый дивизион):
- Самая крупная победа: «Динамо» Ставрополь — 6:0 (1997)
- Самое крупное поражение: «Дружба» Майкоп — 0:5 (1998)

## Известные игроки
- Сергей Филиппенков[6]
- Валерий Соляник[6]
- Сергей Гунько[6]
- Адамян Армен[6]

## Список тренеров
- Игорь Беланович (1992—1995)
- Лев Платонов (1996)
- Валерий Нененко (1997—1998)
- Александр Игнатенко (1999, до 15 июня)
- Сергей Ломакин (1999, с 15 июня — 20 августа)
- Лев Платонов (1999, с 20 августа — 2000, до 17 мая)
- Курбан Бердыев (2000, 2001 — по 6 августа)
- Виталий Кафанов (2001 — с 12 августа)
- Игорь Беланович (2002, 1—19-й туры)
- Александр Ирхин (2002, с 20-го тура)
- Дмитрий Галямин (2003, 1—20-й туры)
- Сергей Павлов (2003, с 21-го тура)